# Alberto Breccia
Alberto Breccia, född 15 april 1919 i Montevideo, död 10 november 1993 i Buenos Aires, var en uruguayansk-argentinsk serieskapare. Breccias mest kända serie är kanske hans och H.G. Oesterhelds konstnärligt avancerade skräckserie Mort Cinder, men han blev också uppmärksammad för Perramus, en mörk allegori över terrorns Argentina. Han var känd för ett ständigt grafiskt experimenterande i olika stilar, inte minst i serier som El Eternauta och I miti di Cthulhu. Alberto Breccia var i sitt Argentina en av de mest inflytelserika serietecknarna, ihågkommen dels för sina nyskapande stilgrepp och dels som grundare av konstskolan Instituto de Arte.

## Biografi

### Uppväxt och tidiga år
Alberto Breccia föddes i Montevideo, huvudstaden i Uruguay. Familjen flyttade dock över La Plata-viken när han bara var tre år gammal, och det var i Buenos Aires han därefter kom att tillbringa resten av sitt liv. Den unge Alberto Breccia var självlärd som tecknare, och redan vid 17 års ålder tecknade han sagor i den litterära tidskriften El Resero, gjorde skämtteckningar till tidningarna Phenomene och Berretín samt producerade bokomslag. Två år senare (1939) kontaktades han av förlaget Lainez som satte honom i arbete med att producera äventyrsserier för tidningarna Tit-Bits, El Gorrión och Rataplan (serierna Kid del Rio Grande, El Vengador och Mariquita Terremoto). Han fick även uppdrag för andra förlag och tecknade snart både för La Razón och Bicheo Feo samt veckotidningen Pazurito. I Pazurito tog Breccia 1946 över tecknandet av Vito Nervio, en deckarserie med miljön förlagd till huvudstadens hamnkvarter; serien skulle komma att fram till 1959 vara Breccias främst inkomstkälla.

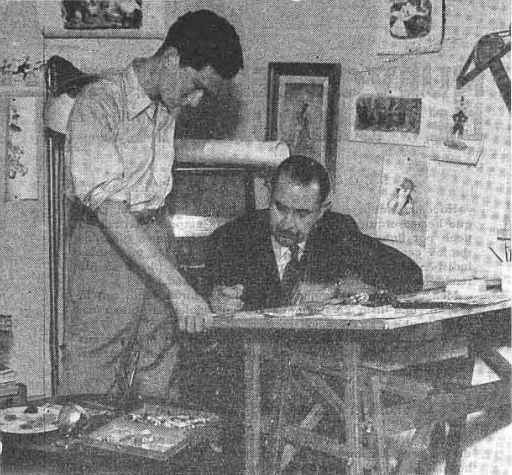
Alberto Breccia instruerandes konstskolestudenten Ballesteros (1953).

Senare grundade Breccia en egen tidning – Captura. Han fungerade under 1950-talet även som en av konstlärarna vid Escuela Panamericana de Arte, där även bland annat Hugo Pratt verkade. För Pazurito skapade han vid samma tid serien Club de Aventureros och skapade serien Sancho López för den nystartade tidningen med samma namn.

### Åren med Oesterheld
1957 träffade Breccia för första gången Héctor Germán Oesterheld. Det kom att bli ett avgörande möte för dem båda, och duon skulle komma att skapa eller arbeta på några av Argentinas mest kända tecknade verk. Oesterheld var redaktör på förlaget Frontera, och under de kommande åren producerades ett antal serier för förlagets tidningar, med Oesterheld som manusförfattare och Breccia som tecknare. Serierna hade namn som Sherlock Time (i Hora Cero), Doctor Morgue (i Frontera Extra) och några avsnitt av Ernie Pike. Den sistnämnda serien fungerade som en plantskola för serietalanger och tecknades även av namn som José Muñoz, Hugo Pratt och Walter Fahrer.
Därefter kom Oesterhelds och Breccias kanske mest kända skapelse – Mort Cinder – producerad för tidningen Misterix åren 1963–1964. Här fångade Breccia atmosfären hos klassiska brittiska skräckhistorier och förde över den i serieform. Titelpersonen ("fransk-engelska" för 'död aska') var en hjälte som återvände från de döda, men minst lika viktig för berättelserna var Ezra Winston, en antikvitetshandlare som bar Alberto Breccias anletsdrag – fast åldrad 30 år till. Skribenter har antagit att Breccias identifikation med antikvitetshandlaren förstärktes av att hans egen hustru då blivit svårt sjuk (hon gick bort 1966). Den spöklika stämningen i serien intensifierades också av dess skuggrika, expressionistiska teckningar.
Breccia drogs därefter på nytt till lärarpulpeten. Åren 1966–1971 lärde han ut teckning på Instituto del Arte, en skola som Breccia var medgrundare till och som mest hade 800 elever. 1969 tog sig Oesterheld och Breccia för att återstarta El Eternauta, en science fiction-serie som tidigare tecknats av Francisco Solano López (serieskapare). Serien producerades för veckotidningen Gente y la Actualidad och präglades av ett politiserat innehåll och Breccias allt mer experimentella teckningar. Tidningen fick arga läsarbrev från tidningsköpare som var vana vid seriefigurer tecknade som filmstjärnor. Så serien fick ett brått slut. Det gick inte mycket bättre för seriebiografin La Vida del Che, där sonen Enrique Breccia hjälpte till som tecknare. Den här albumutgåvan såldes visserligen i 60 000 exemplar, men först efter att den argentinska censuren skurit rejält i materialet. När militären tog över makten 1973 beslagtogs hela den resterande upplagan, och originalen fick lov att brännas upp. Först 1987 kunde serien tryckas i sin helhet, genom det baskiska förlaget Ikusagers försorg.
Sista seriemanuset från Oesterhelds hand som Breccia tecknade var Miedo ('fruktan'), gjord 1975 för ett specialnummer av den italienska serietidningen Linus. Två år senare "försvann" Oesterheld, som ett av kanske 30 000 offer för militärdiktaturen.

## Breccia på svenska
Mindre delar av Alberto Breccias serieproduktion har översatts till svenska, i stort sett uteslutande av RSR Epix. Av hans och Oesterhelds suggestiva skräckserie Mort Cinder (1963–1964) publicerades delar 1987 i tidningen Casablanca. Breccias och Buscaglias I miti di Cthulhu (tecknade för italienska Il Mago) trycktes 1986–1988 till fem åttondelar i Tung Metall, medan en av Breccias och Carlos Trillos nytolkningar av klassiska sagor 1986 kom i Epix. I 1988 års Medusa-album De mänskliga rättigheterna trycktes Sasturains och Breccias Dibujar o no dibujar ('att teckna eller inte teckna').